# Afronandus sheljuzhkoi
Afronandus sheljuzhkoi är en fiskart som först beskrevs av Meinken, 1954.  Afronandus sheljuzhkoi ingår i släktet Afronandus och familjen Nandidae. Inga underarter finns listade i Catalogue of Life.